# Jean Debucourt
Pour les articles homonymes, voir Debucourt.
Jean-Étienne Pelisse dit Jean Debucourt est un acteur et metteur en scène français, sociétaire de la Comédie-Française, né le 19 janvier 1894 dans le 8e arrondissement de Paris et mort le 22 mars 1958 à Montgeron (alors en Seine-et-Oise, aujourd'hui dans l'Essonne).

## Biographie
Souvent présenté, mais sans preuves, comme le fils de l'acteur Charles Le Bargy (1858-1936), il est né officiellement au no 18 de l'avenue d'Antin, domicile de ses parents Jean-Émile-Marc Pelisse, commissionnaire en marchandises, et Louise-Félicité-Juliette Berne-Bellecour, sans profession. La famille de sa mère comprend des artistes-peintres tels que son oncle Félix Berne-Bellecour (1866-1905), Jean-Jacques Berne-Bellecour (1874-1939, peintre militaire et dessinateur dans l'Excelsior sur la Guerre de 1914-18) et Étienne-Prosper Berne-Bellecour (1838-1910).
Déjà « artiste dramatique », il est réformé pour raisons médicales six mois après s'être engagé volontairement dans l'armée en 1913. Reclassé dans le service auxiliaire en novembre 1914, il est affecté à la 22e section d'infirmiers militaires au sein de laquelle il sert exclusivement à l'arrière. Promu au grade de caporal en janvier 1917, il est placé en sursis d'appel en août suivant au titre du Théâtre de l'Odéon. Rentré à son corps en août 1918, il est fait sergent en avril 1919 et démobilisé en août suivant.
Engagé à la Comédie-Française en 1936, il devient sociétaire dès l'année suivante. Il y incarne les plus grands rôles du répertoire, réalisant également plusieurs mises en scène. En novembre 1939, il est classé dans l'affectation spéciale au titre de la Comédie-Française et échappe ainsi à la mobilisation. Il enseigne parallèlement à l'École de la rue Blanche et au Conservatoire.
Il tourne aussi beaucoup pour le cinéma. Parmi ses rôles les plus populaires, il prête sa voix à Jésus dans les trois premiers opus de la série Don Camillo à partir de 1952. En 1955, il lit pour la Radiodiffusion-télévision française le roman Adolphe de Benjamin Constant.
Jean Debucourt meurt d'une leucémie le 22 mars 1958 à 64 ans. Il repose au cimetière d'Égreville, là où il passa sa jeunesse et où il aimait revenir de temps en temps. Les Berne-Bellecour, sa famille maternelle, y étaient propriétaires d'un château qui, par la suite, fut vendu au compositeur Jules Massenet.

### Vie privée
Jean Debucourt a partagé sa vie avec quatre femmes :
- Louise-Gabrielle d'Juin (1895-1988), du 16 novembre 1916 au 15 mars 1923 ;
- l'éditrice Marcelle Julie, Pélagie Lesage (1888-1981), du 15 juin 1931 au 3 juin 1954 ;
- la comédienne Jacqueline Colette Sorelle (1918-2001), rencontrée au Théâtre du Petit Monde dont il assure la direction artistique, de 1935 à 1953. Elle a 17 ans et lui 41 ans. Il ne peut l'épouser car son divorce n'est pas prononcé d'avec Marcelle Lesage. Ils ont trois enfants ;
- Claude Daverède (1928-2018), du 26 juillet 1954 à son décès. Ils auront un enfant nommé Alain Pelisse-Debucourt.

## Théâtre

### Hors Comédie-Française
- 1924 : La Grande-duchesse et le Garçon d'étage d'Alfred Savoir, mise en scène Charlotte Lysès, théâtre de l'Avenue
- 1924 : Chifforton d'André Birabeau, théâtre des Nouveautés
- 1929 : L'Amoureuse Aventure de Paul Armont et Marcel Gerbidon, mise en scène Jacques Baumer, théâtre Édouard VII
- 1930 : Pardon, Madame de Romain Coolus et André Rivoire, théâtre Michel
- 1932 : Il était une fois… de Francis de Croisset, mise en scène Harry Baur, théâtre des Ambassadeurs
- 1933 : Le Bonheur d'Henry Bernstein, mise en scène de l'auteur, théâtre du Gymnase
- 1933 : Cette nuit-là… de Lajos Zilahy, mise en scène Lucien Rozenberg, théâtre de la Madeleine

### Comédie-Française

#### Metteur en scène
- 1941 : André del Sarto d'Alfred de Musset
- 1942 : Le Cheval arabe de Julien Luchaire
- 1947 : Les Femmes savantes de Molière, (débuts officiels de Mlle Denise Gence)
- 1948 : Horace de Corneille
- 1948 : Les Femmes du bœuf de Jacques Audiberti
- 1949 : Le Prince travesti de Marivaux
- 1950 : La Belle Aventure de Gaston Arman de Caillavet, Robert de Flers et Étienne Rey

## Filmographie
- 1918 : Les Grands de Georges Denola
- 1919 : La Double Existence du docteur Morart de Jacques Grétillat : Paul Morart
- 1922 : Tempêtes de Robert Boudrioz
- 1923 : Le Petit Chose d'André Hugon : Jacques Eysette
- 1924 : La Rue du pavé d'amour de André Hugon : Adrien Fleury
- 1926 : Jean Chouan de Luitz-Morat : Maximilien de Robespierre
- 1928 : Madame Récamier de Gaston Ravel
- 1928 : La Chute de la maison Usher de Jean Epstein : Sir Roderick Usher
- 1929 : La Merveilleuse Vie de Jeanne d'Arc, fille de Lorraine de Marco de Gastyne : Charles VII
- 1931 : Un soir, au front d'Alexandre Ryder : Le capitaine Heller
- 1931 : Mistigri d'Harry Lachman : le docteur Chalabre
- 1933 : Le Gendre de monsieur Poirier de Marcel Pagnol : Gaston de Presles
- 1933 : L'Agonie des aigles de Roger Richebé : le lieutenant Pascal de Breuilly
- 1933 : Le Mari garçon d'Alberto Cavalcanti : Philippe Levernois
- 1934 : Maître Bolbec et son mari de Jacques Natanson : Edmond Bolbec
- 1934 : Le Prince Jean de Jean de Marguenat : le prince Léopold d'Arnheim
- 1935 : Kœnigsmark de Maurice Tourneur : le lieutenant de hagen
- 1935 : Le Clown Bux de Jacques Natanson : Brissac
- 1935 : Parlez-moi d'amour de René Guissart : Raymond Valtier
- 1936 : Un grand amour de Beethoven d'Abel Gance : le comte Robert Gallenberg
- 1936 : Mayerling d'Anatole Litvak : le comte Taafe
- 1936 : Les Loups entre eux de Léon Mathot : le lieutenant Von Brenner
- 1937 : La Dame de Malacca de Marc Allégret : Sir Eric Tempoli
- 1937 : La Pocharde de Jean Kemm et Jean-Louis Bouquet : le docteur Mariguan
- 1939 : De Mayerling à Sarajevo de Max Ophüls : Janatschek
- 1940 : Tempête de Dominique Bernard-Deschamps : M. Gerlier
- 1940 : Retour au bonheur de René Jayet : Jacques Dorval
- 1942 : Dernier Atout de Jacques Becker : Thomas
- 1942 : Malaria de Jean Gourguet : le docteur Cyril
- 1942 : Coup de feu dans la nuit de Robert Péguy : le juge d'instruction
- 1942 : Lettres d'amour de Claude Autant-Lara : Napoléon III
- 1942 : Monsieur de Lourdines de Pierre de Hérain : le docteur
- 1942 : Les affaires sont les affaires de Jean Dréville : le vicomte de La Fontenelle
- 1943 : Marie Martine de Albert Valentin : M. de Lachaume
- 1943 : La Malibran de Sacha Guitry : l'ami de la comtesse
- 1943 : Le ciel est à vous de Jean Grémillon : M. Larcher
- 1943 : Douce de Claude Autant-Lara : Engelbert de Bonafé
- 1945 : Son dernier Noël de Jean Gourguet : le professeur Mercier
- 1945 : Tant que je vivrai de Jacques de Baroncelli : Jean Marail
- 1946 : Roger la Honte d'André Cayatte : M. de Noirville
- 1946 : L'Idiot de Georges Lampin : Totsky
- 1946 : Le Diable au corps de Claude Autant-Lara : M. Jaubert, le père
- 1946 : La Femme en rouge de Louis Cuny : Imaneff
- 1946 : Le Visiteur de Jean Dréville : l'inspecteur
- 1946 : Le Fugitif de Robert Bibal : le docteur Jacques Bréville
- 1946 : Désarroi de Robert-Paul Dagan : M. Clermont-Latour
- 1946 : Torrents de Serge de Poligny : Lindial
- 1947 : Rendez-vous à Paris de Gilles Grangier : Raymond Aubour
- 1947 : Vertiges de Richard Pottier : le professeur Borand
- 1947 : Monsieur Vincent de Maurice Cloche : Philippe Emmanuel de Gondi, comte de Joigny
- 1947 : Non coupable d'Henri Decoin : l'inspecteur Chambon
- 1947 : La Dame d'onze heures de Jean Devaivre : le docteur Vermeulen
- 1947 : Carrefour du crime de Jean Sacha
- 1948 : L'Aigle à deux têtes de Jean Cocteau : Félix de Willenstein
- 1948 : Le Crime des justes de Jean Gehret : le conseiller
- 1948 : Pattes blanches de Jean Grémillon : le juge d'instruction
- 1948 : L'échafaud peut attendre d'Albert Valentin : le docteur Jeannin
- 1948 : D'homme à hommes de Christian-Jaque : Napoléon III
- 1948 : Le Diable boiteux de Sacha Guitry : le baron de Humboldt
- 1949 : Le Secret de Mayerling de Jean Delannoy : l'empereur François-Joseph
- 1949 : Dernier amour de Jean Stelli : le comte de Cravant
- 1949 : Prélude à la gloire de Georges Lacombe : M. Maréchal
- 1949 : La Belle que voilà de Jean-Paul Le Chanois : M. de La Brunerie
- 1950 : Rome-Express de Christian Stengel : M. Lacaze
- 1950 : Justice est faite d'André Cayatte : Michel Caudron, le septième juré
- 1951 : Identité judiciaire de Hervé Bromberger : maître Max Berthet
- 1951 : Caroline chérie de Richard Pottier : narration
- 1951 : La Poison de Sacha Guitry : maître Aubanel
- 1951 : Le Petit Monde de don Camillo de Julien Duvivier : voix de Jésus
- 1951 : Barbe-Bleue de Christian-Jaque : le majordome
- 1951 : Procès au Vatican d'André Haguet : M. Martin
- 1951 : Jocelyn de Jacques de Casembroot : le parrain de Julie
- 1951 : Le Cap de l'Espérance de Raymond Bernard : le commissaire André Troyon
- 1952 : Fanfan la tulipe de Christian-Jaque  :  voix de l'historien
- 1952 : Nez de cuir d'Yves Allégret : le marquis de Brives
- 1952 : Les Sept Péchés capitaux, segment L'Orgueil de Claude Autant-Lara : M. de Signac
- 1952 : La Jeune Folle d'Yves Allégret : l'homme mystérieux
- 1952 : Le Carrosse d'or de Jean Renoir : l'évêque de Carmol
- 1952 : Il est minuit, docteur Schweitzer d'André Haguet : le père Charles
- 1952 : La Danseuse nue de Pierre Louis : Gilbert Chantal
- 1952 : Mon curé chez les riches d'Henri Diamant-Berger : Monseigneur Sibué
- 1952 : Les Dents longues de Daniel Gélin : M. Goudal
- 1952 : Ouvert contre X de Richard Pottier : maître Landry
- 1953 : Le Chasseur de chez Maxim's d'Henri Diamant-Berger : le Baron
- 1953 : La nuit est à nous de Jean Stelli : M. Bésague
- 1953 : Les Révoltés de Lomanach de Richard Pottier : le marquis de Lomanach
- 1953 : Le Secret d'Hélène Marimon d'Henri Calef : Camille Marimont
- 1953 : Les Amoureux de Marianne de Jean Stelli : Monseigneur
- 1953 : Mam'zelle Nitouche d'Yves Allégret : le commandant de Longueville
- 1953 : Madame de... de Max Ophüls : M. Rémy
- 1953 : Le Retour de don Camillo de Julien Duvivier : voix de Jésus
- 1953 : Cent ans de gloire ou La médaille militaire, court métrage de Serge de Poligny
- 1954 : Le Fils de Caroline chérie de Jean Devaivre : le père supérieur
- 1954 : Napoléon de Sacha Guitry : Fouché)
- 1955 : Huis clos de Jacqueline Audry : le général
- 1955 : Nana de Christian-Jaque : Napoléon III
- 1955 : Les Hommes en blanc de Ralph Habib : le professeur Hauberger
- 1955 : La Vie passionnée de Vincent van Gogh de Vincente Minnelli
- 1955 : Milord l'Arsouille d'André Haguet : le roi Louis-Philippe
- 1955 : Marguerite de la nuit de Claude Autant-Lara : l'homme austère
- 1956 : Si Paris nous était conté de Sacha Guitry : Philippe de Commynes
- 1956 : La Lumière d'en face de Georges Lacombe : le professeur Nieumer
- 1956 : La Grande Bagarre de don Camillo de Carmine Gallone : voix de Jésus
- 1956 : Mon curé chez les pauvres d'Henri Diamant-Berger : Monseigneur Sibué
- 1956 : Le Salaire du péché de Denys de La Patellière : Franck Lindstrom
- 1956 : Les Sorcières de Salem de Raymond Rouleau : le révérend Paris
- 1956 : Les Aventures de Till l'Espiègle de Gérard Philipe et Joris Ivens : le cardinal
- 1957 : Quand la femme s'en mêle d'Yves Allégret : Auguste Coudert de La Taillerie
- 1958 : Maigret tend un piège de Jean Delannoy : Camille Guimard, le directeur de la P.J